# Isimi járás

Az Isimi járás a Tyumenyi területen

Az Isimi járás (oroszul Ишимский район) Oroszország egyik járása a Tyumenyi területen. Székhelye Isim.

## Népesség
- 1989-ben 35 063 lakosa volt.
- 2002-ben 34 693 lakosa volt, melyből 30 426 orosz, 1 748 kazah, 822 német, 404 ukrán, 331 csuvas, 174 fehérorosz, 165 tatár, 87 udmurt, 74 mordvin, 68 azeri, 62 örmény stb.
- 2010-ben 31 085 lakosa volt, melyből 27 571 orosz, 1 511 kazah, 564 német, 272 ukrán, 234 csuvas, 137 tatár, 109 fehérorosz, 76 azeri, 63 örmény, 62 udmurt, 42 mordvin stb.